# Distillation à multiples effets
Une distillation à multiples effets ou distillation à effet multiple est un procédé de dessalement de l’eau. 
La distillation est le plus vieux procédé de dessalement : les marins grecs l’utilisaient déjà
au IIIe siècle av. J.-C. sur leurs bateaux.
Le plus ancien évaporateur multiples effets a été breveté il y a plus de 80 ans[Quand ?] par la société française Kestner.

## Principe
Le principe de base de la distillation est simple : les sels dissous n’étant pas vaporisables dans les mêmes conditions que l’eau, la vapeur obtenue par chauffage d’eau salée est constituée d’eau pure.
Malheureusement, la chaleur latente de vaporisation de l’eau est assez importante et le coût énergétique de la simple distillation est rédhibitoire, à moins de disposer d’un fluide de chauffage en abondance comme sur les navires, qui trouvent là une utilisation à l’eau de réfrigération de leurs groupes diesels ou de leurs gaz d’échappement. La chaleur latente de congélation, en revanche, est bien inférieure et comme la solubilité des sels tend à devenir nulle dans la glace, on peut théoriquement dessaler l’eau par congélation. L’avantage thermodynamique de la congélation n’a cependant jamais été exploité car on a inventé des procédés qui permettent de recycler, aux pertes près, la chaleur latente de vaporisation : c’est le cas de la distillation multiples effets, entre autres.

## Procédé industriel
Le distillateur est constitué de plusieurs évaporateurs en série que l’on appelle effets. La vapeur issue du premier effet se condense au niveau du deuxième effet et l’énergie libérée par la condensation sert à évaporer l’eau de mer qui s’y trouve. Le troisième évaporateur joue le rôle de condenseur pour les vapeurs issues du second effet et ainsi de suite. La vapeur du dernier effet sert à réchauffer l’eau d’alimentation du premier effet. En l’absence de pertes calorifiques, on peut donc réutiliser la chaleur latente une infinité de fois : plus il y a d’effets, plus le coût énergétique sera faible. En réalité, il y a toujours des pertes et le nombre d’effets est limité par des contraintes techniques et économiques.
En effet, pour maintenir une vitesse de transfert thermique raisonnable, c’est-à-dire pour que la distillation soit suffisamment rapide, il est nécessaire de ménager un gradient thermique de
quelques kelvins au niveau des surfaces d’échange. En pratique, on impose des pressions
décroissantes (et donc des températures décroissantes) d’effet en effet et on utilise des
pompes pour extraire l’eau pure et la saumure des enceintes en dépression. Le nombre d’effets
n’est donc pas seulement limité par l’investissement, mais aussi par l’écart entre la
température froide de l’eau de mer, qui permet de condenser la vapeur issue du dernier effet,
et la température d’ébullition de l’eau dans le premier effet, elle-même limitée par le
fait que la solubilité des carbonates et des sulfates diminue lorsque la température augmente : en augmentant la température, on augmente l’entartrage, ce qui diminue le coefficient de transfert thermique des surfaces d’échange et peut aller jusqu’à obstruer les tubes si on ne fait rien. Pour lutter contre l’entartrage, on peut opérer un prétraitement de l’eau de mer par ajout de polyphosphates ou d’acide sulfurique, ajouter des petites boules d’éponge, récupérées en
sortie, qui nettoient en continu les tubes et les réservoirs ou encore additionner à la saumure des germes cristallins sur lesquels se dépose préférentiellement le tartre (méthode dite de germination).
D’autre part, l’un des principaux problèmes de la distillation multiples effets, après l’entartrage, est la corrosion due aux grandes quantités d’ions chlorures dans l’eau de mer (les ions augmentent la conductivité de l’eau et accélèrent ainsi la corrosion.) On est amené à employer des matériaux ou des revêtements qui élèvent significativement le coût des installations et contribue à limiter le nombre d’effets utilisés.